# Salus

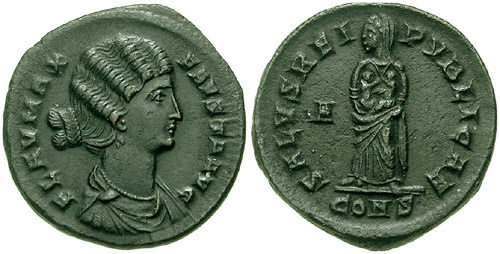
Fausta, echtgenote van Constantijn de Grote afgebeeld als Salus met de kinderen Constantijn II en Constantius (Æ follis, geslagen in 326 n. Chr., Constantinopel).

Salus was volgens de oud-Romeinse opvatting een personificatie van de welvaart van de staat en in latere tijd die van de keizer. (Salus publica populi Romani, Salus Augusta.)
Zij werd voornamelijk aangeroepen bij het begin van het jaar, op verjaardagen en bij andere dergelijke herinneringsfeesten. Doch vooraf moest door de augures uitgemaakt worden, of zulk een gebed voor de godin aangenaam zou zijn. Dit noemde men augurium Salutis. Daar hiermee echter zeer vele moeilijk te vervullen plechtigheden verbonden waren, werd het dikwijls verzuimd, totdat keizer Augustus (30 v.Chr. tot 14 n.Chr.) en na hem Claudius (41 - 54) dit gebruik weer in het leven riepen. Van staatswege werd tot Salus alleen gebeden voor het welzijn van de staat, behoudens enkele uitzonderingen, zoals, toen Gnaius Pompeius Magnus maior in 49 v.Chr. gedurende zijn oorlog met Gaius Julius Caesar te Napels zwaar ziek werd, en er door heel Italië gebeden tot Salus werden uitgeschreven voor zijn behoud.
Voor de keizers was tot Salus bidden een plicht. Nero (54 - 68) stelde zelfs spelen in, die om de 4 jaren gevierd werden, de Neronia, die moesten dienen om Salus gunstig te stemmen voor zijn welzijn en de duur van zijn regering. Men pleegde zelfs te zweren bij Salutem Caesaris, bij de Salus van de keizer. Ook de christenen achtten die eed geoorloofd en vermeden daardoor te zweren bij de Genius of de Fortuna van de keizer. Salus had een oude tempel in Rome, die in 302 v.Chr. tijdens de Samnitische oorlogen werd hersteld. Die tempel was daarom merkwaardig, omdat hij beschilderd was door de ook als geschiedschrijver bekende Quintus Fabius Pictor. Het feest van de godin werd op de stichtingsdag van die tempel, 5 augustus, gevierd. Verkeerde de staat in nood, dan vierde men nieuwe feesten ter harer ere of in haar tempel wijdde men geschenken, bijvoorbeeld een gouden beeld.
Afbeeldingen (op munten), die haar voorstellen, gelijken op die van Fortuna. Ook zij houdt een roer vast en ook aan haar voeten ligt een bol. Meermaals wordt zij ook zittend afgebeeld en houdt dan een schaal in de rechterhand, waaruit zij een plengoffer giet op een altaar, waarom zich een draak naar boven slingert.
Langzamerhand werd Salus ook een godin van het lichamelijke welzijn; dan heeft haar beeld veel gelijkenis op Hygieia en stelt een jong meisje voor, dat uit een schaal, die zij in de hand houdt, aan een slang te drinken geeft.